# Carditidae
Famille
Genres de rang inférieur
- Cardita
- Carditamera
- Crassicardia
- Cyclocardia
- Glans
- Milneria
- Miodontiscus
- Pleuromeris
- Pteromeris
- Venericardia

Carditidae est une famille de mollusques bivalves.

## Liste des genres
Selon ITIS (28 avr. 2010) :
- genre Cardita  Bruguière, 1792
- genre Carditamera  Conrad, 1838
- genre Crassicardia  Conrad, 1838
- genre Cyclocardia  Conrad, 1867
- genre Glans  Megerle von Muhlfeld, 1811
- genre Milneria  Dall, 1881
- genre Miodontiscus  Dall, 1903
- genre Pleuromeris  Conrad, 1867
- genre Pteromeris  Conrad, 1862
- genre Venericardia  Lamarck, 1801

Selon NCBI (28 avr. 2010) :
- genre Cardita
- genre Carditamera
- genre Cardites

Selon World Register of Marine Species (28 avr. 2010) :
- genre Beguina  Bolten, 1798
- genre Cardiocardita  Anton, 1839
- genre Cardita  Bruguière, 1792
- genre Carditella  Smith, 1881
- genre Cardites  Link, 1807
- genre Centrocardita
- genre Cyclocardia  Conrad, 1867
- genre Glans  Megerle, 1811
- genre Pteromeris  Conrad, 1862
- genre Thecalia  H. & A. Adams, 1857
- genre Venericardia  Lamarck, 1801